# James Stuart (1713-1788)

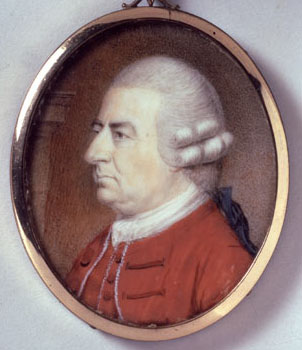
James Stuart (1713-1788).

James Stuart (1713 — 1788) foi um arquiteto, arqueólogo e pintor inglês. Ele é melhor conhecido pelo trabalho com seu parceiro, Nicholas Revett.
Em 1742, Stuart juntou-se com Revett numa viagem à Nápoles para estudar ruínas antigas e, de lá, viajaram para a Grécia, sob o patrocínio da Sociedade de Dilettanti, de Londres. Em Atenas, fizeram medidas precisas e desenhos das ruínas antigas, publicando seu trabalho, titulado The antiquities of Athens: and other monuments of Greece, as measured and delineated by James Stuart and Nicholas Revett, em 1762. Essas ilustrações ajudaram a 
arquitetura européia adotar aspectos gregos.
1. ↑  «James "Athenian" Stuart, 1713-1788». www.bgc.bard.edu. Consultado em 1 de outubro de 2024